# Winter Paradise
Winter Paradise (alternativ Alpine Safari) ist ein US-amerikanischer Dokumentar-Kurzfilm von John Jay aus dem Jahr 1953. Der Produzent Cedric Francis war mit dem Film für einen Oscar nominiert.

## Inhalt
Der Film führt uns durch Winterparadiese und zeigt die sportlichen Möglichkeiten auf, die schneebedeckte Landschaften bieten. Jay ließ in seinen Film auch ungewöhnliche Sequenzen einfließen. So filmte er im Ski- und Wandergebiet Parsenn oberhalb von Davos aus einer Seilbahn heraus den österreichisch-deutschen Skifahrer Hellmut Lantschner, der durch den Tiefschnee einen schneebedeckten Hang hinunterfuhr und von zwei konvergierenden Lawinen verfolgt wurde. Er entkam ihnen jedoch, indem er einen Tunnel ansteuerte, aus dem er auf der anderen Seite in Klosters lächelnd wieder herausfuhr.
In einer weiteren Sequenz filmte Lois Jay den seinerzeit 18-jährigen finnischen Skispringer Tauno Luiro zuerst aus nächster Nähe in dem Augenblick, als er auf den Anlauf der Oberstdorfer Skiflugschanze trat. Gerade hatten Windböen den zuvor gesprungenen Italiener Bruno Da Col verschüttet, er war bei dem Sprung schwer verletzt worden. Luiros Sprung wurde von Jay in Zeitlupe von der Tribüne aus gefilmt, der Jungstar segelte auf einen Weltrekord von knapp 140 m.
Jay zeigte jedoch auch sogenannte normale Skifahrer in alltäglichen Szenen, die eine gewisse Gemütlichkeit vermitteln, was der Kommentar noch unterstützte. Seine Einführungsworte wählte er so, als würde er Freunde vorstellen. Er zoomte auch Skifahrer dichter heran, die in Schwierigkeiten steckten oder frustriert waren.

## Produktion

### Produktionsnotizen

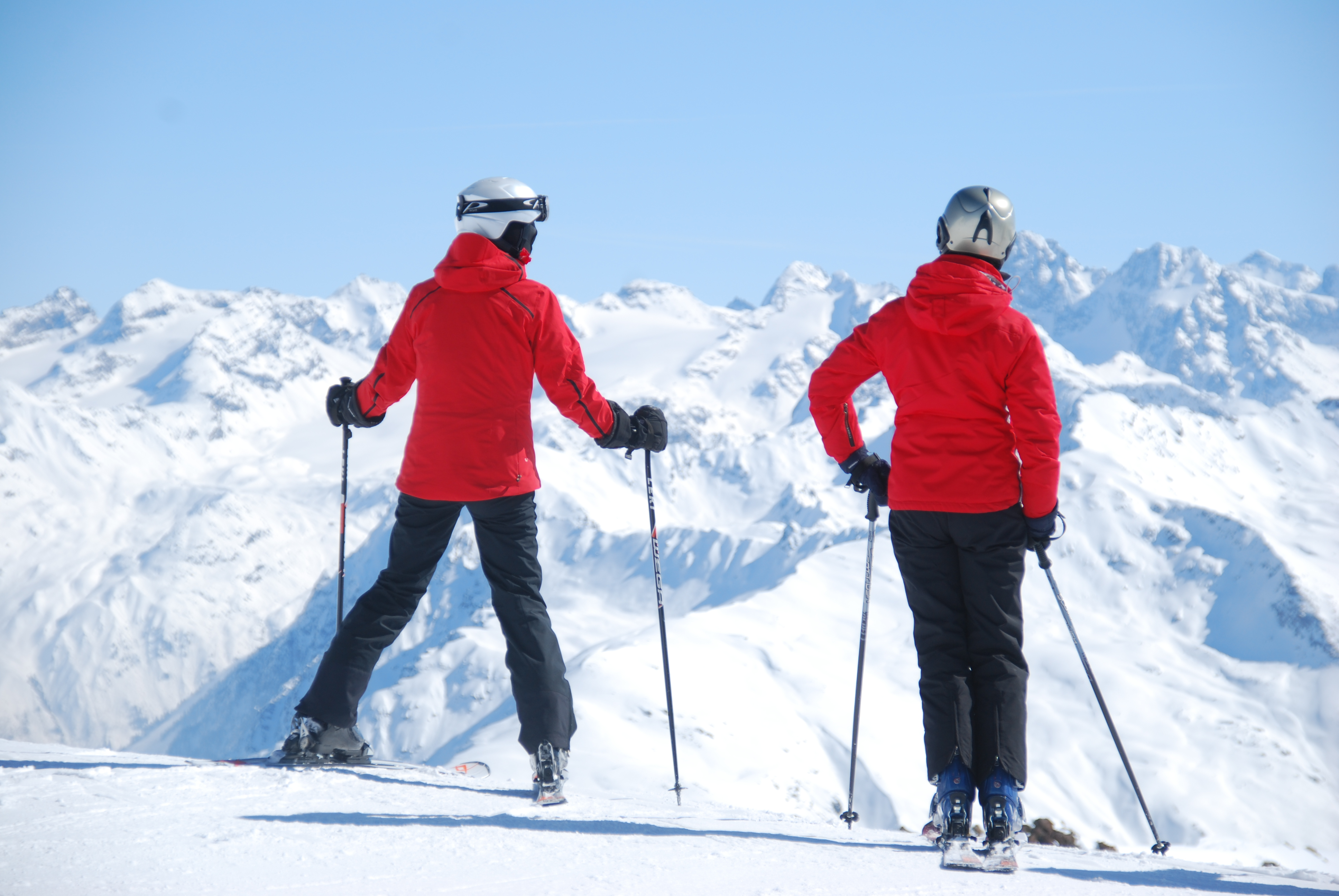
Skigebiet Parsenn

Die Filmaufnahmen entstanden unter anderem in Arosa, Kitzbühel, Oberstdorf und im Ski- und Wandergebiet Parsenn, oberhalb von Davos sowie in Klosters.
Warner kaufte den von John Jay und Cedric Francis in Zusammenarbeit mit der Vitaphone Corp. erstellten Film und veröffentlichte ihn ohne Änderungen – bis auf die Tatsache, dass der Film in Winter Paradise umbenannt wurde. John Jay war dafür bekannt, dass er Zuschauer nicht mit endlosen Sequenzen von Skifahrern langweilte, die den Hang hinunterfuhren. Die anfängliche Freude lasse in einem solchen Fall nämlich schnell nach.

### Veröffentlichung
Alpine Safari wurde 1951 in Williamstown in Massachusetts veröffentlicht.
Winter Paradise wurde im Dezember 1953 in den USA veröffentlicht. In Dänemark erschien der Film unter dem Titel Vinterparadis am 4. Dezember 1961.

## Auszeichnung
John Jay und diejenigen, die an der Erstellung des Films beteiligt waren, waren stolz darauf, dass der Film, der von nur wenigen Personen erstellt worden war, in einer Reihe mit dem Siegerfilm von Walt Disney Im Lande der Bären stand, einem Film, der von einem Team von mehreren Hundert Leuten gedreht und produziert worden war.
Cedric Francis war auf der Oscarverleihung 1954 mit dem Film in der Kategorie „Bester Kurzfilm (1 Filmrolle)“ für einen Oscar nominiert.